# Soutr Nikom
Soutr Nikom es uno de los trece distritos que forman la provincia camboyana de Siem Riep, con una población estimada en marzo de 2008 de 98 378 habitantes. Está dividido en las siguientes  comunas (khum), que se muestran asimismo con población estimada de 2008:
- Chan Sar 8,335
- Dam Daek 14,038
- Dan Run 12,330
- Kampong Khleang 9,551
- Khchas 8,254
- Khnar Pou 5,329
- Kien Sangkae 10,328
- Popel 10,260
- Samraong 8,578
- Ta Yaek 11,375[1]